# Лоу, Уильям
Вильям Лоу (англ. William Cleland Lowe, 15 января 1941 — 19 октября 2013) — руководитель лаборатории, создавшей персональный компьютер IBM PC.
В 1962 году окончил Lafayette College, получив степень бакалавра в области физики, и начал свою карьеру в IBM.
Когда идея совместного выпуска персонального компьютера с фирмой Atari была отвергнута руководством IBM, Лоу собрал в 1980 году команду инженеров, которую возглавлял Дон Эстридж. Через год результатом их работы и стал IBM PC (модель 5150).
В 1988 году ушел в Xerox. В 1991 году занял пост президента авиастроительной компании Gulfstream Aerospace.
Скончался от сердечного приступа.